# Thomas Brassey, 1:e earl Brassey
Thomas Brassey, 1:e earl Brassey, född den 11 februari 1836, död den 23 februari 1918, var en brittisk ekonomisk författare och politiker, son till järnvägsbyggaren Thomas Brassey, far till Thomas Brassey, 2:e earl Brassey.
Brassey invaldes av det liberala partiet 1865 i underhuset, där han hade säte till 1886 och betraktades som en auktoritet i järnvägs- och sjöfartsfrågor. Tillsammans med sin första hustru, Anna Allnutt, företog han på lustjakten "Sunbeam" färder till Medelhavet, Nordamerika och (1876) omkring jorden. Då Gladstone 1880 bildade sin ministär, blev Brassey amiralitetslord, och 1884 blev han sekreterare i amiralitetet. Vid Gladstones avgång 1886 upphöjdes Brassey till peer (baron Brassey). Åren 1895-1900 var han guvernör i den australiska kolonin Victoria. Han upphöjdes 1911 till earl Brassey.
På grundvalen av sin fars anteckningar utgav Brassey en rad skrifter i arbetarfrågan, bland vilka den mest bekanta och oftast citerade är Work and Wages (1872). Senare följde Lectures on the Labour Question (1878), Foreign Work and English Wages (1879)
och Papers and Adresses (5 band i olika frågor 1894). Även inom sjöväsendet har han framträtt som författare. Hans huvudarbete på detta område är The British Navy, its Strength and Resources (5 band, 1882-89). Sedan 1886 utgav han "The Naval Annual", där särskilt hans avhandling i 1891 års årgång om krigsmarinens framtidsutsikter (Future Policy of Warship Building) väckte mycket uppseende.